# Samvel Gasparian
Samvel Gasparian (en armenio: Սամվել Գասպարյան; 24 de noviembre de 1997) es un deportista armenio que compite en halterofilia.
Ganó una medalla de bronce en el Campeonato Mundial de Halterofilia de 2022 y cinco medallas en el Campeonato Europeo de Halterofilia entre los años 2019 y 2024.

## Palmarés internacional
| Campeonato Mundial | Campeonato Mundial | Campeonato Mundial | Campeonato Mundial |
| Año                | Lugar              | Medalla            | Categoría          |
| ------------------ | ------------------ | ------------------ | ------------------ |
| 2022               | Bogotá (Colombia)  | Medalla de bronce  | 102 kg             |
| Campeonato Europeo |                    |                    |                    |
| Año                | Lugar              | Medalla            | Categoría          |
| 2019               | Batumi (Georgia)   | Medalla de plata   | 102 kg             |
| 2021               | Moscú (Rusia)      | Medalla de oro     | 102 kg             |
| 2022               | Tirana (Albania)   | Medalla de plata   | 102 kg             |
| 2023               | Ereván (Armenia)   | Medalla de oro     | 109 kg             |
| 2024               | Sofía (Bulgaria)   | Medalla de plata   | 102 kg             |